# Сауырык батыра
Сауырык батыра (каз. Сауырық батыр, до 1998 г. — Кокозек) — село в Жамбылском районе Алматинской области Казахстана. Входит в состав Жамбылского сельского округа. Код КАТО — 194247300.

## Население
В 1999 году население села составляло 569 человек (287 мужчин и 282 женщины). По данным переписи 2009 года, в селе проживало 585 человек (298 мужчин и 287 женщин).